# انوو-سور-آرن
انوو-سور-آرن (به فرانسوی: Aunou-sur-Orne) یک کمون در فرانسه است که در اورن واقع شده‌است. انوو-سور-آرن ۱۸٫۰۴ کیلومتر مربع مساحت دارد ۲۰۰ متر بالاتر از سطح دریا واقع شده‌است.